# Cantagallo (Olaszország)
Cantagallo település Olaszországban, Toszkána régióban, Prato megyében. Lakosainak száma 3100 fő (2023. január 1.). Cantagallo Vernio, Montemurlo, Pistoia, Barberino di Mugello, Montale, Sambuca Pistoiese, Vaiano és Camugnano községekkel határos.

## Népesség
A település népességének változása:
| Lakosok száma | 3120 | 3140 | 3100 |
|               | 2017 | 2018 | 2023 |